# فيليكيي بيتشكيف
فيليكيي بيتشكيف (Великий Бичків) هي مدينة في مقاطعة زاكارباتسكا في أوكرانيا.
يبلغ عدد سكانها حوالي 9314 نسمة.

## أعلام
- إيفان ياريمتشوك